# Фрик, Вильгельм
Вильгельм Фрик (нем. Wilhelm Frick; 12 марта 1877, Альзенц, Германская империя — 16 октября 1946, Нюрнберг, Американская зона оккупации Германии) — государственный и политический деятель Германии, один из руководителей Национал-социалистической немецкой рабочей партии (НСДАП), обергруппенфюрер СА и СС, юрист, доктор права, кадровый полицейский, рейхсминистр внутренних дел Германии в 1933—1943 годах, рейхспротектор Богемии и Моравии в 1943—1945 годах. Казнён по приговору Нюрнбергского трибунала.

## Биография
Родился в семье учителя. Окончил гимназию в Кайзерслаутерне.
Получал образование в Мюнхенском, Геттингентском и Берлинском университетах на юридическом факультете. Получил в 1901 году докторскую степень по праву в Гейдельберге.
В 1903 году после сдачи экзамена государственной комиссии, получил право занимать должность асессора в высших юридических и административных структурах Баварии. С 1904 г. работает чиновником в управе Нижней Баварии.
В 1912 году начал юридическую практику в Мюнхене. Из-за слабого здоровья (проблемы с лёгкими) Фрик избежал призыва в армию в Первую Мировую войну. В 1917 году возглавил отдел экономических преступлений в мюнхенской полиции.
С 1923 года — начальник отдела уголовного розыска полиции Мюнхена. На этом посту оказывал поддержку Гитлеру, принял участие в Пивном путче.
В 1924 году избран депутатом рейхстага, в 1925 году вступил в НСДАП, возглавил её фракцию в рейхстаге. В парламенте выступал с антисемитскими и расово-идеологическими речами, боролся за отмену запрета на выступления и собрания национал-социалистического движения.
С 23 января 1930 года — министр внутренних дел Тюрингии. Фрик стал первым нацистом, занявшим важный пост. В должности руководителя полиции Тюрингии проводил политику замещения лояльных к правительству офицеров нацистами. По распоряжению Фрика из тюрем освобождались осужденные за убийства нацисты, запрещен показ фильма «На западном фронте без перемен», возобновил выпуск нацистских газет, ввел в школах Тюрингии обязательные молитвы, прославлявшие Гитлера и национал-социализм, создал специальную кафедру социальной антропологии в Йенском университете для профессора Ганса Гюнтера, идеолога расовой теории
1 апреля 1931 г. Фрику вынесли вотум недоверия, и ему пришлось покинуть тюрингское правительство. Однако он продолжал работать в рейхстаге и даже возглавлял там комитет по иностранным делам.
При формировании А. Гитлером своего первого коалиционного кабинета стал одним из трёх его членов — нацистов, заняв 30 января 1933 года пост рейхсминистра внутренних дел. При его участии была фактически упразднена федерально-земельная система, запрещена СДПГ, разработаны законы, ограничивающие права евреев.
20 августа 1943 Гитлер освободил Фрика от обязанностей имперского и прусского министра внутренних дел, оставив за ним пост рейхсминистра (без портфеля).
В 1943-1945 годах — рейхспротектор Богемии и Моравии.

## Арест и казнь

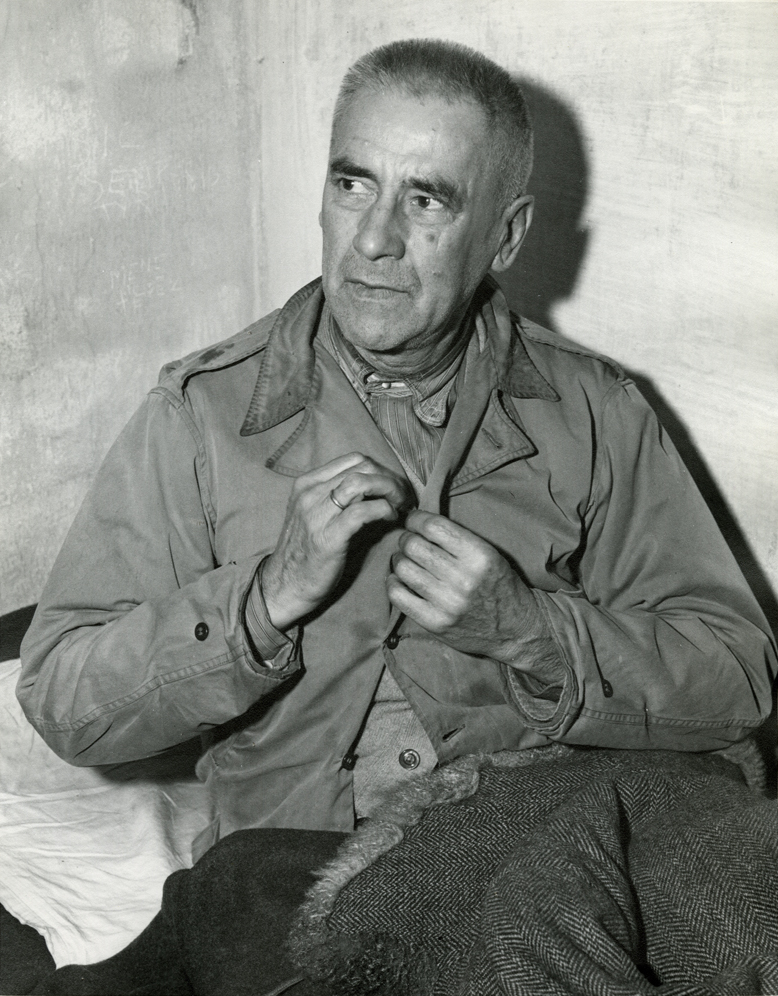
Фрик в камере, ноябрь 1945

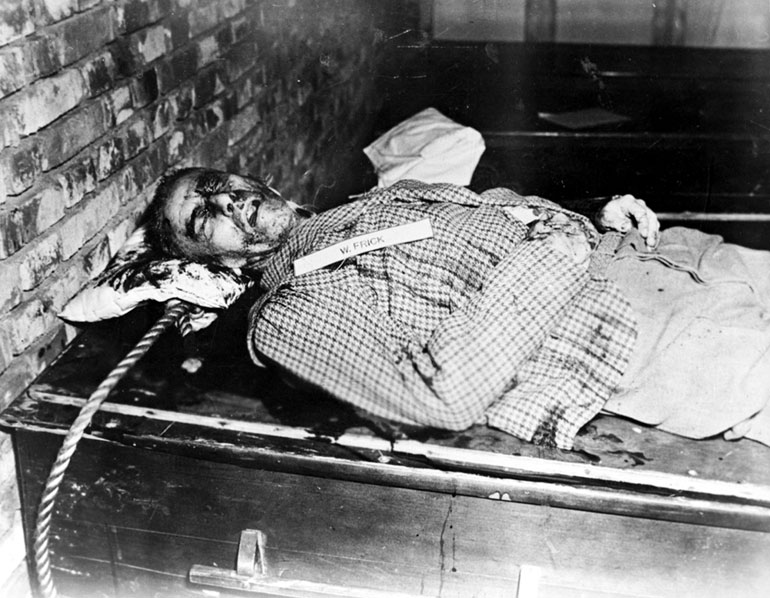
Тело Фрика после казни. Повреждения головы возникли из-за удара об люк.

2 мая 1945 года был арестован союзниками в Кемпфенхаузене у озера Штарнбергер (Верхняя Бавария).
В качестве одного из главных военных преступников предстал перед судом Международного военного трибунала в Нюрнберге. 1 октября 1946 года приговорён к смертной казни через повешение. 16 октября 1946 года взошёл на эшафот. Последними его словами были: «Да здравствует вечная Германия!». Его тело, как и тела девяти других казнённых и тело покончившего с собой до казни Германа Геринга, было сожжено на мюнхенском кладбище Остридхоф, пепел был рассеян над рекой Изар

## Сочинения
- Die Nationalsozialisten im Reichstag 1924—1928. München: Eher, 1928.
- Die Nationalsozialisten im Reichstag 1924—1931. München: Eher, 1932.
- Ansprache des Herrn Reichsministers des Innern Dr. Frick auf der ersten Sitzung des Sachverständigenbeirats für Bevölkerungs- u. Rassenpolitik am 28. Juni 1933 in Berlin. Berlin: Reichsausschuß für Volksgesundheitsdienst, 1933.
- Erziehung zum lebendigen Volke. Berlin: Steegemann, 1933.
- Kampfziel der deutschen Schule. Langensalza: Beyer, 1933.
- Die Bevölkerungs- und Rassenpolitik. Langensalza: Beyer, 1933.
- Kampf. Leipzig: Reclam, 1934.
- Ein Volk — ein Reich. Langensalza: Beyer, 1934.
- Student im Volk. Langensalza: Beyer, 1934.
- Wir bauen das Dritte Reich. Oldenburg: Gerh. Stalling, 1934.
- Die Rassengesetzgebung des Dritten Reiches. München: Eher, 1934.
- Der Neubau des Dritten Reiches. Berlin: C. Heymann, 1934.
- Der Neuaufbau des Reichs. Berlin: Steegemann, 1934.
- Die deutsche Frau im nationalsozialistischen Staate. Langensalza: Beyer, 1934.
- Die Aufgabe der Zeitung in der deutschen Bevölkerungspolitik. Berlin: Reichsausschuß f. Volksgesundheitsdienst, 1935.
- Nordisches Gedankengut im Dritten Reich. München: J. F. Lehmanns Verl., 1936.
- Freiheit und Bindung der Selbstverwaltung. München: Eher, 1937.
- Zur Eingliederung der freien und Hansestadt Lübeck in Preußen. Lübeck: [s. n.], 1937.
- Kampfziel der deutschen Schule. Langensalza: Beyer & Söhne, 1938.
- Form und Geist in der Soldatenerziehung. Zürich: Interverl., 1938.
- Germany as a Unitary State. Peking: Deutschland-Institut, 1939 (переиздание — London: Thornton Butterworth, [um 1940]).
- Die Verwaltung im Kriege. Freiburg: Wagner’sche Univ. Buchh., 1940.
- Kriegsaufgaben der staatlichen Verwaltung. Kiel: Verwaltungs-Akademie d. Nordmark, 1941.
- Ansprache des Schirmherrn der Paracelsus-Feier, Reichsminister des Innern Dr. Frick in Salzburg am 24. Sept. 1941. [Salzburg]: [Dt. Paracelsus-Ges.], 1941.

## Награды
- Шеврон старого бойца
- Германская руна СС в бронзе
- Золотой большой крест Ордена немецкого орла
- Медаль За выслугу лет в СС 2-й степени
- Рыцарский крест Креста военных заслуг с мечами
- Орден немецкого орла 1-й степени с мечами
- Орден немецкого орла 2-й степени с мечами
- Орден крови
- Крест военных заслуг 1-й степени с мечам
- Крест военных заслуг 2-й степени с мечами
- Золотой партийный знак НСДАП
- Медаль За выслугу лет в НСДАП в бронзе, серебре и золоте
- Кольцо «Мёртвая голова»
- Почётный кинжал Рейхсфюрера СС
- Почётная сабля Рейхсфюрера СС